# Piso epóxico
Un piso epóxico es un material usado especialmente para la industria conformado por resina epoxi, principalmente metalmecánica, farmacéutica, de alimentos  y química, por sus características califica como un piso industrial.
Se caracteriza por su amplia gama de usos y acabados que se le pueden dar, como texturizado, antiderrapante, ultra resistente, etc. esto gracias a las resinas epóxicas que se emplean para su fabricación.
Un piso epóxico, por ser un elemento pensado para la industria, debe ofrecer seguridad, resistencia y fácil mantenimiento.
Las resinas epóxicas confieren al sustrato resistencias a las condiciones más extremas como temperaturas −0 °C, impactos o arrastre de objetos pesados, tránsito de montacargas, sustancias químicas corrosivas, protección contra grasas y aceites difíciles de limpiar  y alta asepsia para las áreas que requieran un estricto control de limpieza y sanidad.
En ocasiones suele agregarse arena especial para mejorar su resistencia y acabado, aunque pueden presentarse cambios de tonalidad en el color por el tipo de arena usada, eso no alterará las propiedades fisicoquímicas del material.

## Instalación
Para la instalación de pisos epóxicos se tiene que tener una superficie muy bien nivelada y comúnmente  existen baches ya que las áreas donde se instalan son de tráfico pesado. Para el relleno de estos baches es incosteable rellenar con el mismo material por eso se considera el uso de grout por dos razones, que sea un producto que no tenga contracción y evitar las fisuras y para no tener que esperar grandes tiempos para poder recubrir el material. El grout se utiliza para hacer rellenos. Este puede ser de resina epoxi o de base cemento.
- Datos: Q5413800